# Герб Корця
Герб Ко́рця — офіційний символ м. Корець Рівненської області. Затверджений 18 вересня 1995 року сесією Корецької міської ради.

## Опис (блазон)
У червоному полі на синій хвилястій пониженій балці золотий корабель, на ньому золота вежа замку.
Щит обрамований декоративним картушем та увінчаний срібною міською короною.

## Зміст
Замкова вежа символізує місто, корабель — досягнення мети, хвиляста балка — річку Корчик, червоний колір поля — мужність і сміливість, золотий колір — багатство та щедрість.

## Автор
Автор — Ю. П. Терлецький.